# Женска кошаркашка репрезентација Грчке
Женска кошаркашка репрезентација Грчке представља Грчку на међународним кошаркашким такмичењима и под контролом је Кошаркашког савеза Грчке.

## Учешће на међународним такмичењима

### Олимпијске игре
| Година        | Турнир      | Пласман     | ИГ          | П           | И           | ДК          | ПК          | Разл.       |
| ------------- | ----------- | ----------- | ----------- | ----------- | ----------- | ----------- | ----------- | ----------- |
| 2004.         |             |             | 7           | 3           | 4           | 512         | 567         | -55         |
| 2008. - данас | Нема учешћа | Нема учешћа | Нема учешћа | Нема учешћа | Нема учешћа | Нема учешћа | Нема учешћа | Нема учешћа |
| Укупно        | 1 учешће    |             | 7           | 3           | 4           | 512         | 567         | -55         |

### Светска првенства
| Година       | Турнир            | Пласман           | ИГ                | П                 | И                 | ДК                | ПК                | Разл.             |
| ------------ | ----------------- | ----------------- | ----------------- | ----------------- | ----------------- | ----------------- | ----------------- | ----------------- |
| Раније       | Нема учешћа       | Нема учешћа       | Нема учешћа       | Нема учешћа       | Нема учешћа       | Нема учешћа       | Нема учешћа       | Нема учешћа       |
| 2010.        | Друга групна фаза | 11. место         | 8                 | 3                 | 5                 | 522               | 573               | -51               |
| 2014.        | Није се пласирала | Није се пласирала | Није се пласирала | Није се пласирала | Није се пласирала | Није се пласирала | Није се пласирала | Није се пласирала |
| 2018.        | Осмина финала     | 11. место         | 4                 | 1                 | 3                 | 235               | 261               | -26               |
| 2022 - данас | Није се пласирала | Није се пласирала | Није се пласирала | Није се пласирала | Није се пласирала | Није се пласирала | Није се пласирала | Није се пласирала |
| Укупно       | 2 учешћа          |                   | 12                | 4                 | 8                 | 757               | 834               | -77               |

### Европска првенства
| Раније нема наступа |                       |                       |                       |                       |                       |                       |                       |                       |                       |                       |
| 2001.               | Први круг             | 10. место             | 5                     | 1                     | 4                     | 319                   | 380                   | -61                   |                       |                       |
| 2003.               | Први круг             | 9. место              | 7                     | 3                     | 4                     | 482                   | 513                   | -31                   |                       |                       |
| 2005.               | Први круг             | 10. место             | 7                     | 2                     | 5                     | 404                   | 468                   | -64                   |                       |                       |
| 2007.               | Први круг             | 13. место             | 3                     | 0                     | 3                     | 152                   | 209                   | -57                   |                       |                       |
| 2009.               | Четвртфинале          | 5. место              | 9                     | 5                     | 4                     | 529                   | 510                   | +19                   |                       |                       |
| 2011.               | Групна фаза           | 13. место             | 3                     | 1                     | 2                     | 185                   | 186                   | -1                    |                       |                       |
| 2013.               | Није се квалификовала | Није се квалификовала | Није се квалификовала | Није се квалификовала | Није се квалификовала | Није се квалификовала | Није се квалификовала | Није се квалификовала | Није се квалификовала | Није се квалификовала |
| 2015.               | Друга групна фаза     | 10. место             | 7                     | 4                     | 3                     | 409                   | 424                   | -15                   |                       |                       |
| 2017.               | Полуфинале            | 4. место              | 8                     | 3                     | 5                     | 434                   | 453                   | -19                   |                       |                       |
| 2019.               | Није се квалификовала | Није се квалификовала | Није се квалификовала | Није се квалификовала | Није се квалификовала | Није се квалификовала | Није се квалификовала | Није се квалификовала | Није се квалификовала | Није се квалификовала |
| 2021.               | Први круг             | 16. место             | 3                     | 0                     | 3                     | 173                   | 232                   | -59                   |                       |                       |
| 2023.               | Осмина финала         | 11. место             | 4                     | 1                     | 3                     | 278                   | 294                   | -16                   |                       |                       |
| Укупно              | 10 учешћа             |                       | 56                    | 20                    | 36                    | 3365                  | 3669                  | -304                  |                       |                       |